# کاربر یونیک
محبوبیت یک وب سایت معمولاً با استفاده از تعداد کاربران یونیک (به انگلیسی: Unique user) یا منحصر به فرد آن تعیین می‌شود. «یونیک» به تعداد کاربران متمایز یک وب‌سایت اشاره دارد و بازدیدهای مکرر از یک وب‌سایت توسط همان کاربر را محاسبه نمی‌کند. تعداد کاربران یونیک یک وب سایت در یک دوره زمانی استاندارد اندازه‌گیری می‌شود. این معیار اغلب به تبلیغ کنندگان یا سرمایه گذاران بالقوه نقل می‌شود.
هدف از ردیابی کاربران یونیک کمک به بازاریابان برای درک رفتار کاربران یک وب سایت است. این معیار می‌تواند برای نشان دادن دسترسی به محتوا، تعیین معیارهایی برای عملکرد و انجام تحلیل‌های رقابتی برای وب سایت استفاده شود. همچنین می‌توان از آن برای نشان دادن محبوبیت و عملکرد وب سایت به تبلیغ کنندگان و سرمایه گذاران احتمالی استفاده کرد. بازاریابان و مدیران وب سایت می‌توانند کاربران یونیک را در ابزارهای تجزیه و تحلیل دیجیتال مانند گوگل آنالیتیکس ردیابی کنند.

## برای مطالعهٔ بیشتر
- "Meaning of unique user in English". Cambridge Dictionary.